# 委託保管
委託保管是普通法中的一種法律關係，擁有人（owner）將個人財產中的一個實產（chattel）的實質管有權（physical possession）轉讓予他人持有一段時間，但仍保留擁有權（ownership）。轉讓對其財產管有權的所有者稱為「委託保管人」（bailor），接管財產的人稱為「受託保管人」（bailee）。在委託保管中，受託保管人是在規定的時間內以明確的理由替委託保管人保管個人財產，並在他完成最初預期的目的後將財產交還予擁有人。

## 概論
委託保管與售賣合約（contract of sale）及財產饋贈（gift of property）不同，因為它只涉及財產管有權的轉移，而不涉及財產的擁有權。在委託關係中，受託人需要既有意管有，又實質管有委託的動產，才能算是委託保管關係。雖然委託保管關係通常是通過合約（contract）建立的，但在某些情況下，受託人的合法管有可能會產生不需普通合約的委託保管關係，例如非自願委託保管（involuntary bailment）。委託人與受託人之間的委託保管關係通常不如受信關係（fiduciary relationship）正式。
此外，委託保管與批租（lease）或租賃（rental）不同。在批租中，擁有權仍屬於出租人（lessor），但承租人（lessee）可以在一定期限內使用該財產；在租賃中，業主（landlord）與租客（tenant）之間的關係亦是如此；然而，在委託保管中，受託保管人通常在其管有期間是無權使用該財產的。在雙方受益的委託保管（bailment for hire）中，情況則與批租相同，受託人擁有使用該財產的權利。
委託保管的一個常見例子是將汽車停放在停車場。但是，將汽車停放在無人看管的多層停車場通常屬於對停車位的批租或特許（licence），而不是委託保管，因為多層停車場並不管有汽車。然而，在許多其他情況下也會出現委託保管，包括終止的財產批租、貨倉儲存或貨物運輸。

### 管限法律
在美國，委託保管通常受成文法規管限。例如，統一商法典監管個人財產的批租。各州有償委託保管法例中也可以規定委託保管關係中各方的權利及義務。
委託保管是一個典型的普通法概念。然而，在歐陸法系中也有類似的概念。

## 類型
根據委託保管關係的目的，委託保管可分為三種類型：
1. 為了委托保管人和受托保管人雙方利益的委託保管；
2. 只為委托保管人一方利益的委託保管；
3. 只為受托保管人一方利益的委託保管。

### 例子
1. 車主為了維修汽車，將車輛委托予汽車修理店保管。這是為了委托保管人和受托保管人雙方的利益。
2. 当一個人去外國旅行時，將汽車及珠寶等貴重物品交予可信賴的朋友保管，但不給予朋友任何酬勞。這是只為委托保管人一方的利益。
3. 將漫畫書借予友人保管，以便他閱讀，也不收取任何租金。這是只為受托保管人一方的利益。

## 損害賠償
原告人可以選擇以謹慎責任（duty of care）起訴保管不善者，要求損害賠償。這是常見的侵權法下損害賠償（damages in tort）。原告人也可以選擇以追回原物的訴因提起訴訟或提起追索對物非法佔有的訴訟，以追究被告的侵佔（conversion）責任。

## 案例
- Coggs v Bernard (1703)